# Bab Taza (distrikt)
Bab Taza (arabiska: باب تازة) är ett landsbygdsdistrikt i Marocko. Det ligger i provinsen Chefchaouen och regionen Tanger-Tétouan-Al Hoceïma, 190 km nordost om huvudstaden Rabat. Antalet invånare var 101 406 vid folkräkningen 2014.
Kommunerna i distriktet är:

- Bab Taza
- Bni Darkoul
- Bni Faghloum
- Bni Salah
- Derdara
- Fifi
- Laghdir
- Tanaqoub